# 沖縄県道13号線
沖縄県道13号線（おきなわけんどう13ごうせん）は沖縄県名護市字辺野古と名護市字久志とを結ぶ一般県道。

## 概要

### 区間
- 起点：名護市字辺野古（国道329号・旧道）
- 終点：名護市字久志（国道329号）
- 総延長：6.18km（2009年）
- 実延長：5.86km（2009年）
2010年に名護市久志 - 宜野座村松田潟原の区間が廃止されたため、総延長と実延長は廃止前年の2009年現在のデータ。

### 通過自治体
- 名護市

### 交差する路線
- 国道329号（起点、終点）
- 国道331号（起点・終点、いずれも国道329号に重複）

### 路線バス
かつては沖縄バスの久志線（現在は廃止）が豊原 - 久志間を通っていたが、現在は同じ沖縄バスの77番辺野古経由名護東線が1日数本この区間を通っている。ここを通らないときは国道329号を通る。那覇・中部方面から東海岸回りで名護市街に向かうバスは2路線（他に中部病院発着の22番）あるが、豊原を経由するバスは77番の一部便しかないため、車やバイクのない人にとっては重要な交通手段となっている。

## 歴史
- 1953年（昭和28年）に以下の区間が13号線として指定される。
  - 軍道13号線・与那原町与那原 - 金武村（現金武町）屋嘉、宜野座村潟原 - 久志村（現名護市）辺野古
  - 琉球政府道13号線・糸満町（現糸満市糸満）糸満漁港 - 与那原町与那原、金武村（現金武町）屋嘉 - 国頭村奥（うち高嶺入口 - 与座、屋嘉 - 潟原はのちに軍営繕道区間に指定される）
- 軍道・政府道13号線は糸満町（現糸満市糸満） - 国頭村奥の約160km近くあり、那覇市以北の1号線（現国道58号）よりも長かったが、久志村（現名護市）以北では未整備だった。西海岸の1号線に対して、東海岸の大動脈だった。
- 1972年（昭和47年）の本土復帰とともに13号線は以下のように国道・県道へと分かれた。なお1976年（昭和51年）まで県道13号線は南部と北部の2ヶ所に分かれていた。
  - 糸満市糸満 - 与那原町上与那原・県道13号線→1976年に沖縄県道77号糸満与那原線として主要地方道に昇格
  - 与那原町与那原 - 名護市二見（うち宜野座村松田 - 名護市辺野古は軍道区間）・国道329号
  - 宜野座村松田 - 名護市辺野古（政府道区間）・県道13号線
  - 名護市二見 - 東村平良・沖縄県道名護国頭線（主要地方道・県道13→70号）→1993年（平成5年）に国道331号に昇格
  - 東村平良 - 国頭村奥・沖縄県道名護国頭線（主要地方道・県道13→70号）→1993年（平成5年）に沖縄県道70号国頭東線に変更
- この路線は同区間に並行するの国道329号が復帰前、軍道としてのバイパスに対しての旧道だった。現在起点の国道329号は1990年代初期に開通した辺野古バイパスの旧道となったため、一部は「旧道の旧道」となっている。
- 2010年（平成22年）3月に名護市久志 - 宜野座村松田潟原の区間が廃止され、国道329号との重複区間を解消。